# ヒロシ・ヤング
ヒロシ・ヤング（1967年8月30日 - ）は、日本のパチンコ・パチスロライター、放送作家、ユーチューバー。本名は住田 浩志（すみだ ひろし）。
鳥取県琴浦町八橋出身、早稲田大学社会科学部卒業。自称「高田馬場のダンゴ虫」。

## 人物
パチンコ・パチスロライターであると同時に、映像制作プロダクション「有限会社ゼイドンノウ」の代表取締役でもある。
倉吉東高校を卒業後、1年間京都府で浪人生活を送り早稲田大学社会科学部へ入学。大学を6年掛けて卒業後、就職せずに数年間パチプロとして生活していた。その後、様々なパチンコ雑誌に編集者として携わり、そこで知り合った人の関係で開局したばかりのBIGチャンネル（現・パチンコ★パチスロTV!）でパチンコ・パチスロの新台紹介の番組に「ヒロシ・ヤング」の名で出演。その後、自ら新番組の制作を希望して映像制作プロダクション「有限会社ゼイドンノウ」を設立。現在は、番組の制作から出演まで行っている。

## エピソード
- 既に50歳代であるが、自身の芸名に「ヤング」と付いているため、最近は自己紹介で「オッサンですが、ヤングです。」と挨拶するのがお決まりとなっている。
- 大崎一万発とは大学時代の同級生で非常に仲が良く、数多くの番組でも共演している。また、収録中に不機嫌になり暴走する大崎を止めることができる唯一の人間であると自負している[2]が共演するライターのういちによれば本当に危ないのは大崎ではなくヤングだと証言している。
- また、大崎と同様にメーカに対し歯に衣着せない発言を行うことが多く、自書の中で昔はアニメをパチンコにタイアップしたが、最近は最初からパチンコ化することを前提に製作されたアニメがあると批判している[2]。
- 某ゲームメーカーが自社の版権を使用したパチスロ台に登場するキャラクターの名前を、番組内で正確に呼称するように強要したことに「言葉狩りだ」と憤慨。そのゲームメーカーの版権を使用したパチンコ・パチスロ台を番組内で打つことを禁止されていたが、2019年初夏に某ゲームメーカーの版権を使用したパチスロ台の販社側から許可が出て各種出演番組で打つことが解禁された。
- 音楽が好きで、昔に「BABA Signal」というバンドを組んでギター、ボーカルを担当していた[要出典]。
- CS番組『大川ヒロシZ』の第18回のエンディングで、共演する大崎一万発より10年以上前に離婚しバツイチであることを暴露され、ヒロシ・ヤング本人も番組中に認めていた。また同番組内で前妻との間に子供がいることも明かしている。その後、ニコニコ生放送『大崎一万発の楽ナマ!』の第1回放送において再婚したことを公表した。
- パチンコのST中や時短中などに一旦打ち出しを止め、ある程度時間を置いてから再び打ち出して大当たりを狙うオカルト、「今だマン」を考案。
- 実戦中はパチンコ機の役物が作動したり、図柄が揃うと、それに合わせて掛け声する事が恒例になっている。「ドゴーン」「ドンガラガッシャン」「シャギドゴーン」など。
- 意外な当たり方をした時や、調子が良い時は、「天才がおるぞー！」と拍手する事がある。
- 決めポーズは、右手をピースサインにして右目に持ってくる「キラリン☆」である。[3]
- 小学生4、5年生のころまで祖父とお風呂に入っていた。[4]
- 実戦番組収録中、スロットルが当たらず睡魔に襲われたヤングは、「眠いから立って打つ」と立ちながら打った事がある。
- 自宅の電気が止められている中、先ずは落ち着こうとソファーに座って屁をこいたところ、多量のBIGボーナスが溢れ出すが、そんな事にも動じずタバコを完服する肝の座った一面がある。[5]
- 最近はパッキンがバカになっていると公表。[6]
- 2024年10月22日の朝、某運送会社からのメールに応じたところ、危うくカード詐欺に引っかかりそうになったことが判明。クレジットカードを取り替える羽目となり、この事態を社のLINEグループで報告した。正直者を地で行く社長である。[7]
- 2024年10月29日、ヤングちゃん、寝る? にて、大崎一万発氏にクイズ「タイムショック」のドッキリを仕掛けると同時に、結婚を発表した。[8]

## 主な出演番組

### 現在出演中の番組
- ヤングの「ノリ打ちでポン!」→ ヒロシ・ヤングアワー（2006年7月 - 、パチンコ★パチスロTV!）
- 万発・ヤングのパチンコロックンロールDX（2008年10月 - 、パチンコ★パチスロTV!）
- 万発・ヤングのわかってもらえるさ（2012年1月 - 、パチ・スロ サイトセブンTV・エンタメ〜テレ☆シネドラバラエティ）
- ハセガワヤングマン（2018年5月 - 、パチンコ★パチスロTV!）
- パチンコ滅亡論（2020年4月 - 、パチ・スロ サイトセブンTV）
- みんなのパチンコフェス2023（2023年11月3日、日本遊技機工業組合／KIBUN PACHI-PACHI委員会）[9]

### 過去の出演番組
- ヤングの異常な愛情 （2005年4月 - 2006年3月、パチンコ★パチスロTV!）
- 〜明日も絶対〜パチるん? （2005年10月 - 2009年1月、群馬テレビ 他）
- ナイナイサイズ!（2007年7月7日、日本テレビ）
- 大・川・ヒロシのだって打ちたいんだもん → 大川ヒロシZ（2008年4月 - 2011年9月、パチ・スロ サイトセブンTV）
- 万発&ヤングのらぶパチレイディオ（らぶパチ、2008年4月 - 2013年5月） ※インターネットラジオ、終了後はツイキャスによる個人配信で継続
- 大川ヒロシZ（パチ・スロ サイトセブンTV、2009年4月 - 2011年9月）
- 美女と旅打ち! （2009年10月 - 2010年4月、旅チャンネル・MONDO21）
- すすめ!!パチスロリーグ （2009年4月 - 2010年5月、MONDO21）
- ヒロシ・ヤングのパチスロガリ勉アワー（2011年7月 - 2012年9月、EXエンタテイメント）
- 万発・ヤング・ういち ホール実戦! 風に吹かれて（2012年5月 - 2013年2月、寄席チャンネル）
- 週刊パチプレFREETV（ - 2014年6月、山陰放送・パチンコ★パチスロTV!）
- 原口あきまさの今がぱちドキッ!（2010年7月 - 2015年9月、TOKYO MX他） ※準レギュラーで解説を担当
- THE ROLLING STONES ROCKガリ勉塾（2014年2月、フジテレビ）
- これが私の生きる道 代打、オレ!編（2015年4月 - 2016年3月、パチ・スロ サイトセブンTV）
- マネーのメス豚～100万円争奪パチバトル～（2016年12月 - 2017年7月、パチ・スロ サイトセブンTV）
- 万発・ヤングの今がぱちドキッ！（2017年5月 - 2018年4月、ジャンバリ.TV）
- マネーのカマ豚～メス豚出場権争奪パチバトル～（2018年3月、パチ・スロ サイトセブンTV）
- ヒロシ・ヤング流　スロダチ（2018年4月 - 9月、パチ・スロ サイトセブンTV）
- もっと風に吹かれて。→もうちょっと風に吹かれて。→あるていど風に吹かれて。→どこまでも風に吹かれて。（2013年3月 - 2020年7月、パチ・スロ サイトセブンTV）
- パチってる場合ですよ!（2014年1月 - 2021年9月、パチンコ★パチスロTV!）

## 著書
- パチンコで生きていく技術（2011年、白夜書房）
- パチスロで生きていく技術（2011年、白夜書房）
- 大崎一万発とヒロシ・ヤングがスロ術&スロガイのライターでもオモロいことしてみた!（2017年、ガイドワークス、共著：大崎一万発）
- パチンコ滅亡論（2019年、扶桑社、共著：大崎一万発）
- パチンコ崩壊論（2021年、扶桑社、共著：大崎一万発）